# Благодатное Небо
«Благода́тное Не́бо» — икона Пресвятой Богородицы, по преданию, привезённая в Москву в конце XIV века из Литвы супругой великого князя Василия I Софией Витовтовной в качестве родительского благословения. Ранее образ находился в Смоленске. Название восходит к тексту богородична 1-го часа (написан на иконе внутри края сияния): «Что Тя нарече́м, о Благодатная? Небо, яко возсияла еси Солнце Правды».

## История и чтимые списки
По привезённому Софьей образцу иконописцами Оружейной палаты в 1678—1680 годах был сделан список иконы для Архангельского собора Московского Кремля (в местном ряду иконостаса, слева от Царских врат). В 1682 году мастер Василий Познанский написал икону-аппликацию для храма Воздвижения Креста Господня Теремного дворца Кремля.
Иконография воспроизводит видение Иоанном Богословом Жены, облечённой в солнце. Богоматерь изображена в полный рост, с Богомладенцем на левой руке. Её фигура окружена солнечной мандорлой, под ногами — серп луны. Головы Марии и Иисуса увенчаны коронами.
Празднование иконе совершается 6 (19) марта, а также в неделю Всех Святых.
Местночтимые списки образа имеются в московских храмах Троицы на Воробьёвых горах и Архангела Гавриила на Чистых прудах.
Иконе Божией Матери «Благодатное Небо» молятся об исцелении от душевных и физических болезней. К ней обращаются, когда просят о наставлении на путь христианской веры тех, кто ведёт неправедный образ жизни. Некоторые этот образ Богоматери называют по словам молитвы «Что Тя наречем». Икона Матери Божией «Благодатное Небо» пользуется особым почитанием в Москве, так как издревле находится в Архангельском соборе Московского Кремля.